# Pisica Sfinx
Pisicile Sphynx sunt pisici fără păr, de talie medie, cu pielea încrețită, urechi mari și ochi în formă de lămâie. Sunt cunoscuți pentru că sunt jucăuși, afectuoși și sociabili.
Pisica Sphynx a fost prima rasă fără păr sau aparent fără păr recunoscută de asociațiile de feline care păstrează evidențele genealogice ale felinelor de rasă pură. Astăzi, pisica Sphynx împărtășește, împreună cu Peterbald⁠(d) și Don Sphynx⁠(d), exclusivitatea de a fi una dintre cele trei rase de pisici fără păr. Gena responsabilă pentru modificarea blanii Sphynxului este recesivă și are o dominație incompletă asupra alelei sale, la fel ca pisica Devon Rex, în timp ce celelalte două rase noi din Rusia, Peterbald și Don Sphynx, au propriile mutații independente, dominante.

## Origine
Aparent, pisicile chele sau fără păr, netede sau fără păr au apărut în mod natural de-a lungul istoriei și cu siguranță vor continua să apară în viitor. Schimbările de blană sunt, în general, rezultatul mutațiilor.
Deși existenta pisicii era deja cunoscuta pentru ca primele pisici aparute in istorie, care erau blănoase, au fost în Egiptul antic.
În 1830, biologul german Rudolph Renger a descris pisicile fără păr în lucrarea sa „Istoria naturală a mamiferelor din Paraguay”. În 1900, două pisici fără păr au apărut în New Mexico. Au aparținut domnului Shinick, care i-a găsit cu un trib indian, dar nimeni nu a fost interesat de ei. În 1902, prima fotografie a fost făcută în care arăta două pisici mexicane fără păr, adică două pisici fără păr. Shinick către H.C. Brooke descriind o pereche de pisici fără păr pe care le deținea Shinick.